# Getbol, korejské přílivové plošiny
Getbol, korejské přílivové plošiny (korejsky 한국의 갯벌) je název jedné z lokalit světového přírodního dědictví UNESCO, která sestává ze čtyř přílivových mělčin na jihozápadním a jižním pobřeží Jižní Koreje.
Západní a jihozápadní pobřeží Korejského poloostrova (omývané vodami Žlutého moře a Korejského průlivu) poskytuje kombinaci geologických, oceánografických a klimatických podmínek, které vedly k vývoji různých sedimentárních pobřežních systémů. Spolu s Waddenským mořem patří korejské watty mezi největší přílivové mělčiny na světě. Tyto rozlehlé pobřežní písčité a bahnité plošiny jsou za přílivu zaplavovány a za odlivu obnažovány. Jsou jedinečným stanovištěm pro ryby, měkkýše, ploutvonožce a další mořská zvířata a mají také velký význam při sezónním stěhování ptáků.

## Přehled lokalit
Každá z lokalit chráněných UNESCEM představuje jeden ze čtyř podtypů přílivových rovin (v zátokách, ústí řek, lagunách a kolem souostroví). Ze zdejší endemické fauny lze jmenovat např. druhy Octopus minor, Macrophthalmus japonicus, Uca lactea, Ocypode stimpsoni a Umbonium thomasi. Nacházejí se v jihokorejských provinciích Jižní Čchungčchong, Jižní Čolla a Severní Čolla.
| Getbol                                   | Provincie          | Rozloha (ha) | Poloha                           |
| ---------------------------------------- | ------------------ | ------------ | -------------------------------- |
| Seocheon Getbol (서천 갯벌)              | Jižní Čchungčchong | 6809 ha      | 36°2′43″ s. š., 126°36′50″ v. d. |
| Gochang Getbol (고창 갯벌)               | Severní Čolla      | 5531 ha      | 35°33′7″ s. š., 126°32′1″ v. d.  |
| Shinan Getbol (신안 갯벌)                | Jižní Čolla        | 110086 ha    | 34°49′44″ s. š., 126°6′16″ v. d. |
| Boseong-Suncheon Getbol (보성-순천 갯벌) | Jižní Čolla        | 5985 ha      | 34°48′16″ s. š., 127°26′8″ v. d. |

Jádrové zóny všech těchto lokalit jsou zařazeny do sítě tzv. ramsarských mokřadů, Suncheon Getbol je zároveň i biosférickou rezervací.

## Fotogalerie

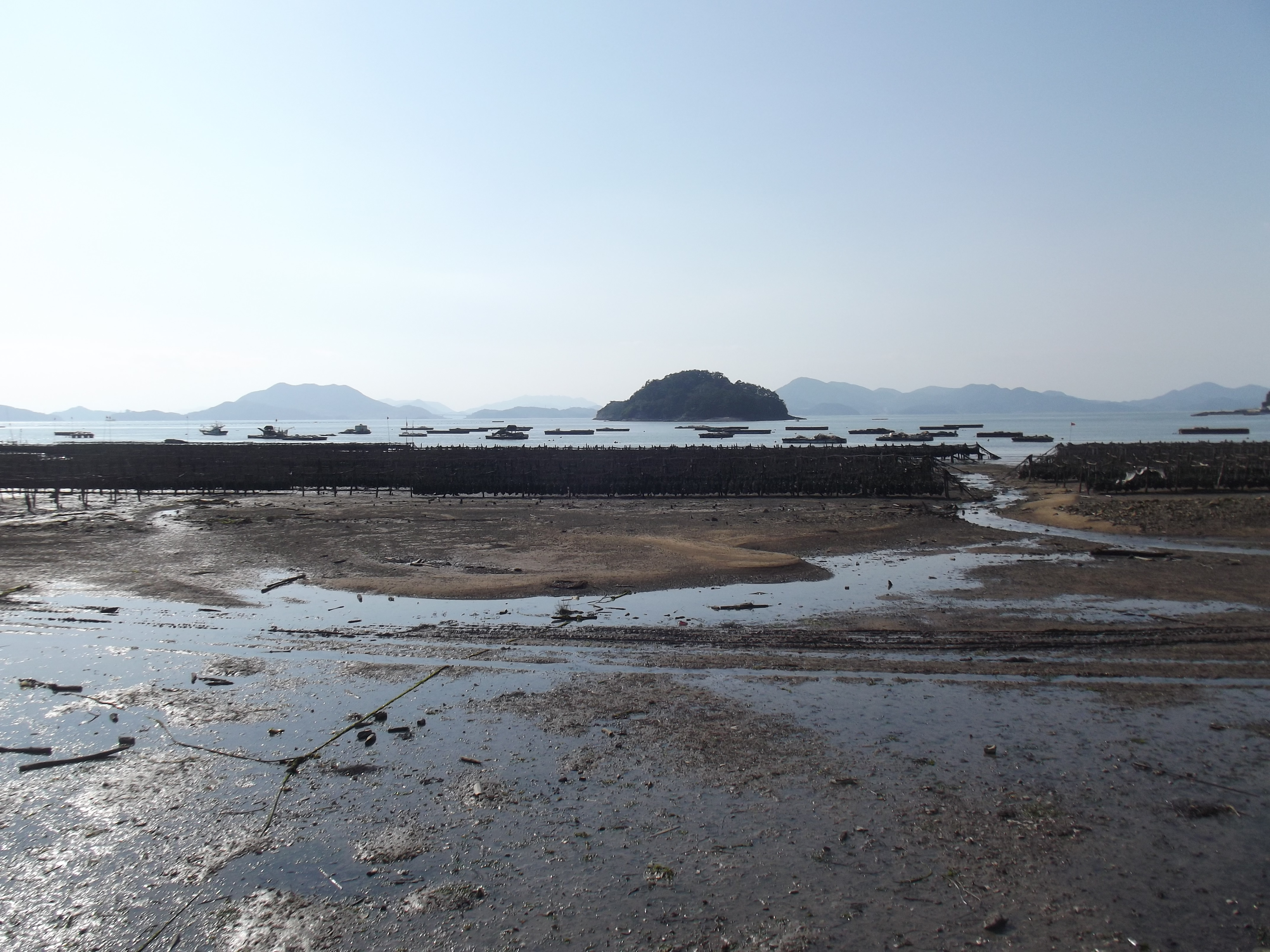
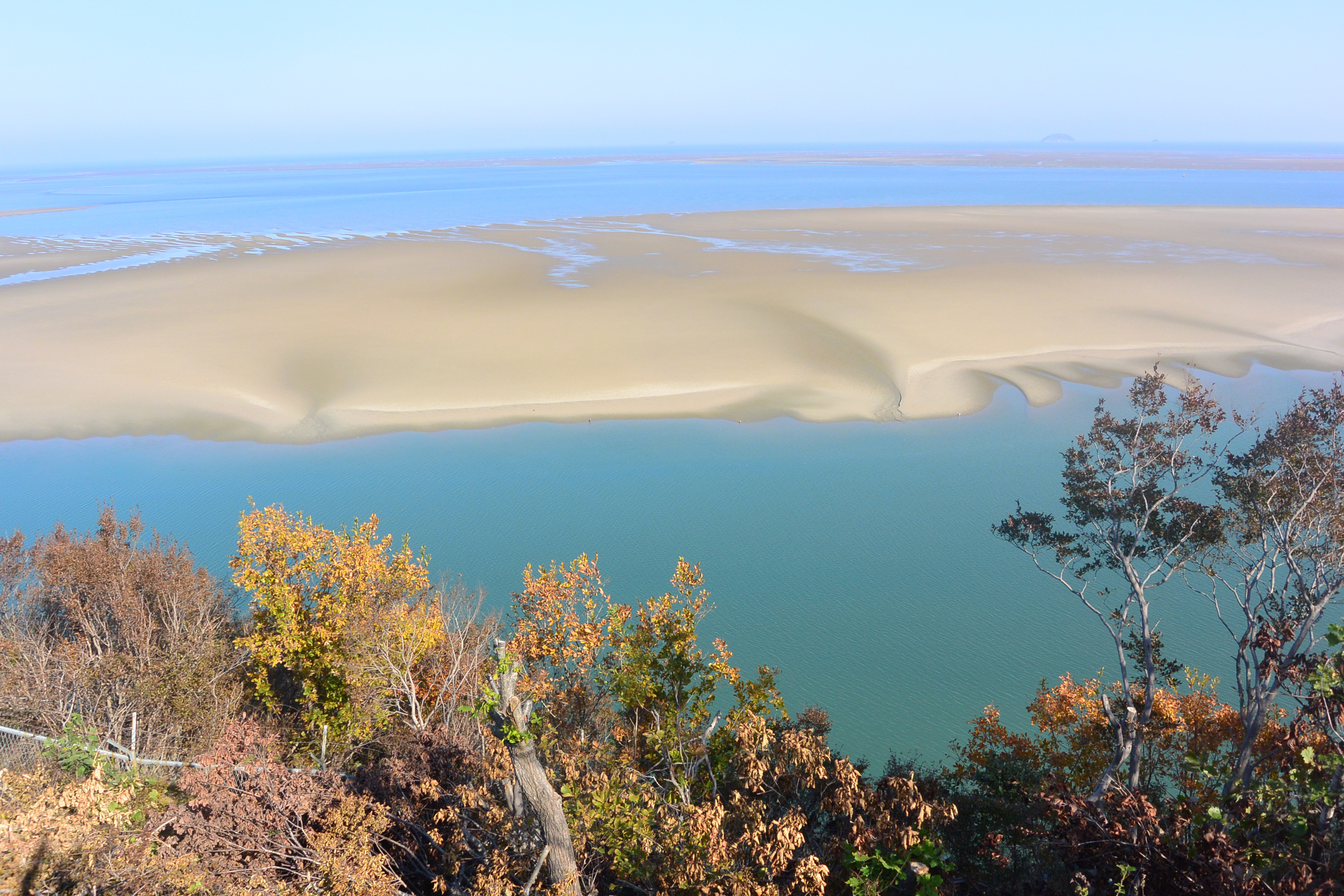
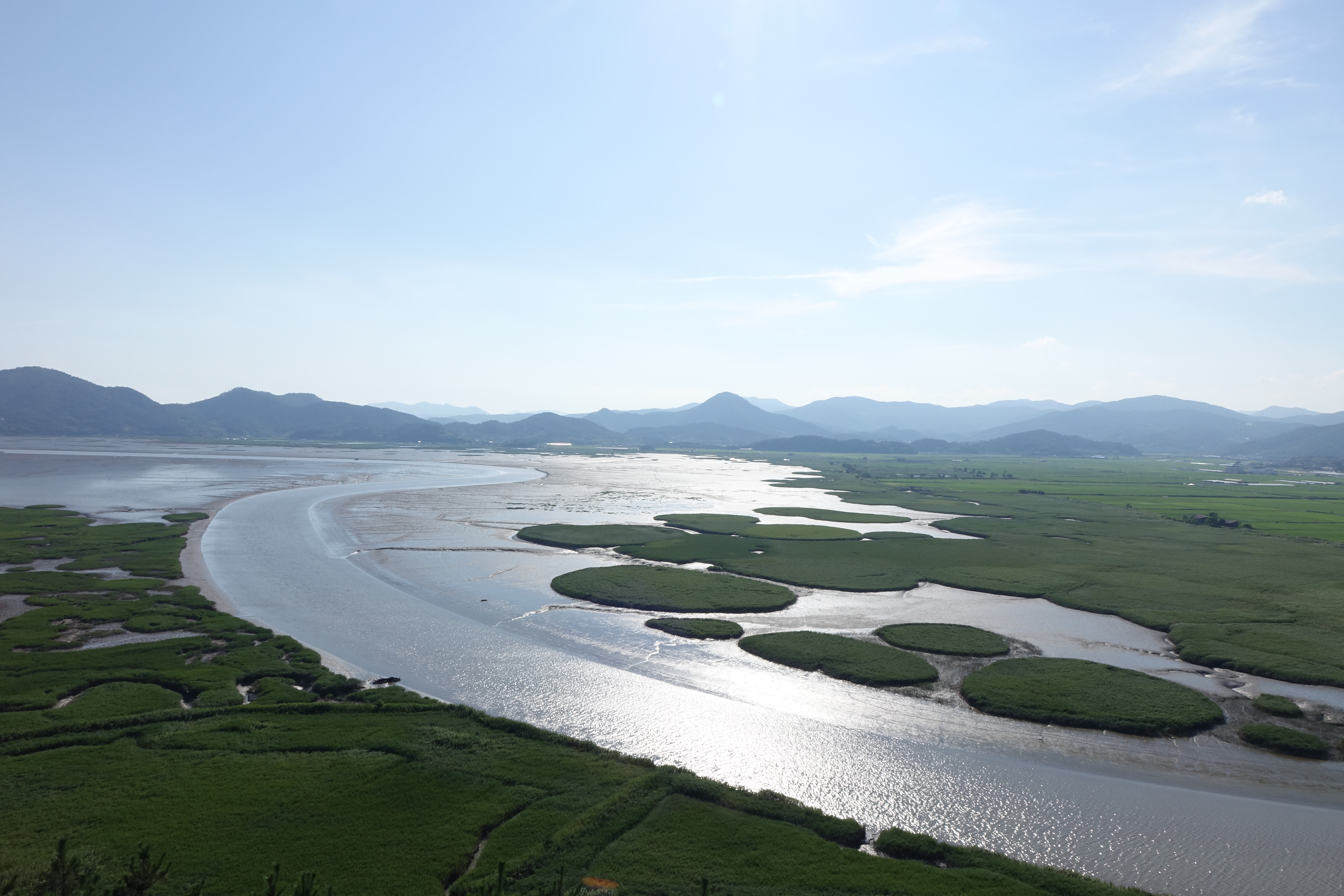
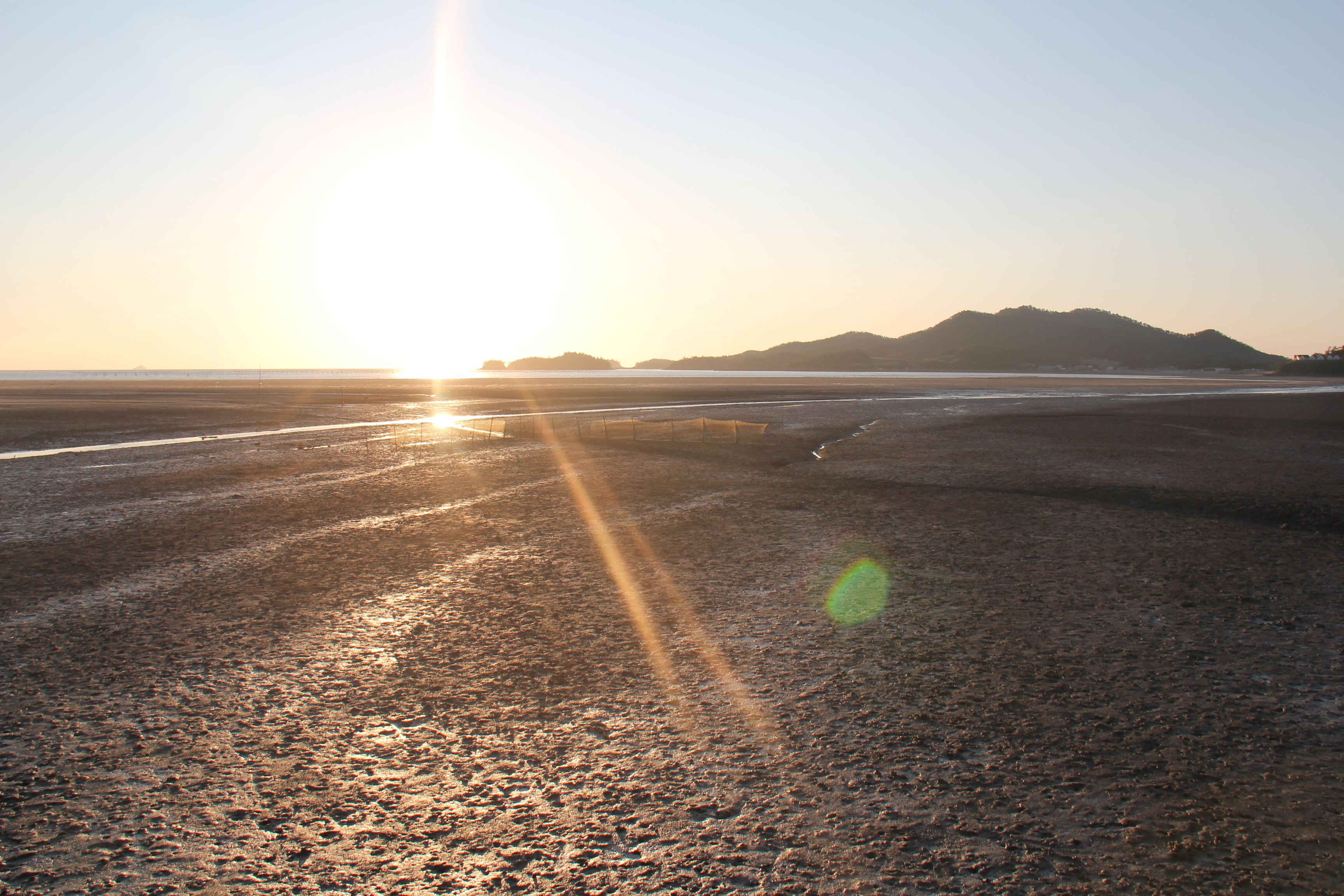